# 化學迴圈重組和氣化
化學迴圈重組（英語：chemical looping reforming；CLR）和化學迴圈氣化（chemical looping gasification；CLG）是將氣相和固相碳質進料轉化為合成氣的化學迴圈操作架構。